# Buettikoferella bivittata
Buettikoferella bivittata е вид птица от семейство Locustellidae, единствен представител на род Buettikoferella.

## Разпространение
Видът е разпространен в Индонезия и Източен Тимор.